# Everything You Do
"Everything You Do" là một bài hát được thu âm bởi ban nhạc pop đến từ Na Uy M2M. Bài hát là đĩa đơn của nhóm phát hành từ album Shades of Purple. Nó đạt được vị trí 21 trên bảng xếp hạng Billboard Hot Dance Singles Sales của Mỹ. Và đã được nhóm nhạc nữ người Nhật Bản MTK (hay Queen Monkey) hát lại bằng tiếng Tiếng Nhật

## Phát hành
M2M thu âm 1998 và phát hành phiên bản gốc của "Everything You Do" năm 2000. Bản phối lại chính thức của bài hát đã được phát hành cùng năm (2000). Năm 2002 bài hát đã được thu âm mới lại và được hát bằng tiếng Tây Ban Nha, có tên "Todo Lo Que Haces" cùng với phiên bản tiếng Anh. Các phiên bản này đều đã được phát hành trong album biên soạn tuyển tập của nhóm, The Day You Went Away: The Best of M2M.

## Danh sách bài hát
Đĩa đơn
1. "Everything You Do" (Phiên bản Radio) (4:05)
2. "Mirror Mirror" (Acoustic trực tiếp) (3:15)
3. "Don't Mess With My Love" (Acoustic trực tiếp) (3:25)

Bản remix chính thức
- "Everything You Do" (Jonathan Peters Sound Factory Club Mix) (9:42)
- "Everything You Do" (Jonathan Peters Radio Mix) (3:44)
- "Everything You Do" (Groove Brothers Extended Mix) (6:51)
- "Everything You Do" (Groove Brothers Radio Edit) (3:53)

Các phiên bản khác
- "Everything You Do" (phiên bản thu âm lại) (4:05)
- "Todo Lo Que Haces" (phiên bản tiếng Tây Ban Nha) (4:02)

## Nhóm thực hiện
"Everything You Do" (phiên bản gốc và thu âm mới lại)
- Ghi-ta thường - Marit Larsen
- Sắp xếp theo Strings - Gaute Storås
- Chương trình trống - Jimmy Bralower
- Ghi-ta - Jan van Ravens
- Keyboards - Bottolf Lødemel
- Phối khí - Tom Lord-Alge
- Gõ - Marion Raven
- Nhà sản xuất - Jimmy Bralower, Kenneth M. Lewis
- Chương trình thêm - Kenneth M. Lewis
- Strings - Oslo Philharmonic Orchestra

"Todo Lo Que Haces"
- Lời - Jose Ramon Florez
- Thu âm - Neil Perry
- Viết ca khúc - Lars Aass, Marion Raven, Marit Larsen

## Xếp hạng
| Bảng xếp hạng (2001)                                | Vị trí cao nhất |
| --------------------------------------------------- | --------------- |
| Hoa Kỳ Billboard Hot Dance Music/Maxi-Singles Sales | 21              |